# Class 58
Pour les articles homonymes, voir Class.
La Classe 58 est une série de locomotives Diesel Co-Co, conçues pour le trafic de fret lourd. Mises en service en 1983 sur le réseau des chemins de fer britanniques, elles suivent le concept américain de modularisation. Elles ont d'origine reçu la livrée grise du secteur Railfreight au lieu de la livrée bleue des BR.  EWS les a retirées du service au début des années 2000, mais certaines d'entre elles ont été louées ensuite dans d'autres pays, dont les Pays-Bas, l'Espagne (L36) et la France, en particulier pour des chantiers de travaux ferroviaires.

## Histoire
À la fin des années 1970, British Rail avait décidé de mettre au point une nouvelle locomotive fret économique et facile à entretenir pour faire face à la croissance prévisible du trafic de marchandises au cours des années 1980, mais qui devait aussi être un produit exportable. Lorsque la conception de la nouvelle Classe 58 a été approuvée par le British Rail Board, le contrat de construction des locomotives fut signé avec British Rail Engineering (BREL) à Doncaster. L'atelier ‘E2’, où les machines devaient être construites, fut alors modernisé à grands frais.
BREL abandonna les méthodes traditionnelles de construction de locomotives en faveur d'une approche entièrement nouvelle – une conception modulaire innovante. celle-ci permettait des économies de construction et d'entretien par rapport aux méthodes précédentes.

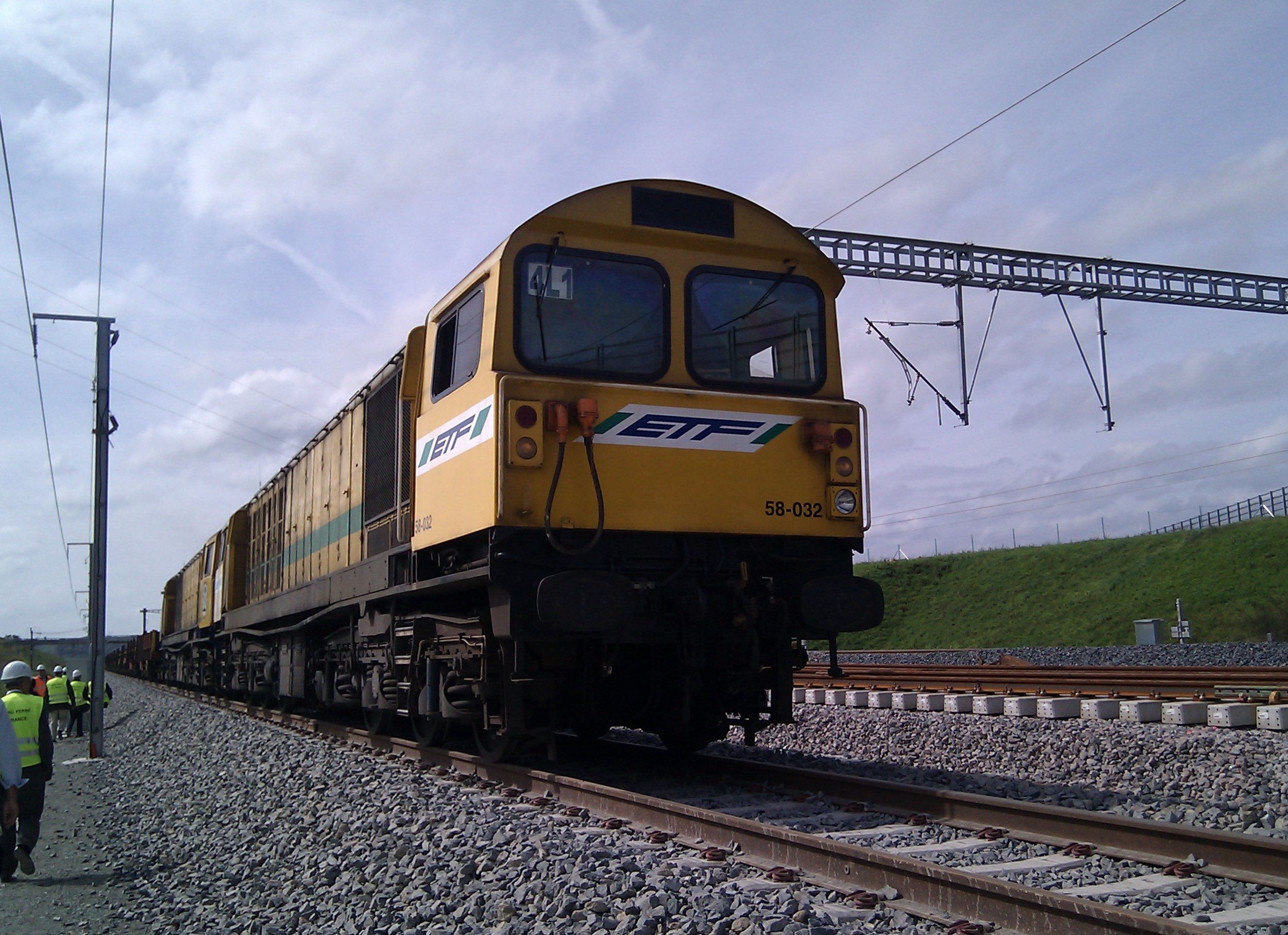
La 58-032 d'ETF en tête d'un train de LRS sur la LGV Rhin-Rhône près de la future gare de Belfort - Montbéliard TGV.

La première locomotive, n° 58001, fut remise à British Rail aux ateliers de Doncaster le 9 décembre 1982 et la livraison du reste de la série suivit rapidement. La 58050 fut temporairement équipée d'un système SEPEX anti-patinage, mais celui-ci fut considéré comme défaillant et déposé avant que la locomotive soit mise en service par les BR en 1987. Après la livraison des locomotives, les commandes attendues à l'exportation n'arrivèrent jamais, et la chaîne de montage de Doncaster a été démantelée, si bien que la locomotive n° 58050 fut non seulement la dernière du type Classe 58, mais aussi la dernière locomotive jamais construite à Doncaster dans The Plant.
Leur forme très particulière avec une caisse étroite entourée par deux cabines larges leur a valu le surnom de "bone" (os). Cette disposition très rare sera plus tard reprise par les locomotives Adtranz Blue Tiger et Vossloh G 2000 BB.
Depuis leur mise en service au début des années 1980, les Classe 58 ont donné toute satisfaction. Principalement affectées au trafic de charbon dans les Midlands, elles assurèrent aussi d'autres services – Freightliners, Speedlinks, transports d'acier et d'automobiles, transports en service et même des trains spéciaux de voyageurs.
Vers la fin des années 1990, il était quasi certain que toute la série des Classe 58 resterait en service au début du nouveau millénaire.
Considérée comme la machine de type 5 la plus fiable et la plus cohérente du parc de type 5 d'EWS, ce fut un choc pour beaucoup lorsqu'en 1999 on annonça qu'un grand nombre des locomotives Classe 58 allait être garées pour une longue durée : la 58017 fut la première à être garée, rapidement suivie par la 58022.
Depuis lors, le reste de la Classe 58 fut garé dans divers endroits du pays. La mise en service des 250 machines de la classe 66 a sans doute précipité les décisions. Les dernières locomotives Classe 58 furent simplement radiées en septembre 2001 après avoir tracté le dernier train spécial, le Bone Idol de Londres King’s Cross à Skegness et retour.
En 2000, EWS annonça que cinq Classe 58 allait être envoyées aux Pays-Bas pour être louées à la société hollandaise ACTS, entreprise ferroviaire spécialisée dans le transport de conteneurs. Puis, d'autres exemplaires de la série ont été loués en Espagne au gérant de l'infrastructure GIF (L36 diesel). Ultérieurement en France, 14 locomotives Classe 58 (et 26 Classe 56) ont été louées aux sociétés de travaux ferroviaires Fertis, TSO et Seco pour tracter des trains de ballast sur les chantiers de construction de la LGV Est européenne de 2002 à 2006.
Elles sont de nouveau employées en 2009-2010 pour le chantier de la LGV Rhin-Rhône.